# Episodi di One Piece (ottava stagione)
Questa lista comprende l'ottava stagione della serie televisiva anime One Piece, prodotta da Toei Animation, diretta da Kōnosuke Uda e tratta dall'omonimo manga di Eiichirō Oda.
L'ottava stagione si intitola Saga di Water Seven (ウォーターセブン編?, Wōtā Sebun hen) e raggruppa gli episodi dal 229 al 263. In essa i protagonisti giungono all'isola di Water Seven in cerca di un carpentiere che aggiusti la nave Going Merry e, in seguito, si recano a Enies Lobby con il treno marino per riportare indietro Nico Robin. I 35 episodi sono stati trasmessi in Giappone su Fuji TV dal 17 aprile 2005 al 30 aprile 2006 e in Italia su Italia 1 dal 25 agosto al 10 ottobre 2008.
La sigla di apertura adottata è Kokoro no chizu (ココロのちず?) delle Boystyle, mentre le sigle di chiusura sono Mirai kōkai (未来航海?) di Tackey & Tsubasa per i primi due episodi, Eternal Pose (エターナルポーズ?) degli Asia Engineer per gli episodi dal 231 al 245, Dear friends dei TRIPLANE per gli episodi dal 246 al 255 e Asu wa kuru kara (明日は来るから?) dei TVXQ per i restanti episodi. L'edizione italiana ha adottato invece come sigla unica di apertura e di chiusura Pirati all'arrembaggio di Cristina D'Avena e Antonio Divincenzo.
Dall'episodio 256 Renato Novara sostituisce Luigi Rosa nel doppiaggio di Monkey D. Rufy.

## Lista episodi
| Nº  | Titolo italiano Giapponese 「Kanji」 - Rōmaji - Traduzione letterale | In onda           | In onda           |
| Nº  | Titolo italiano Giapponese 「Kanji」 - Rōmaji - Traduzione letterale | Giapponese        | Italiano          |
| 229 | Il treno marino e la metropoli dell'acqua 「疾走海列車と水の都ウォーターセブン」 - Shissō umi ressha to mizu no to Wōtā Sebun – "Il veloce treno marino e la metropoli dell'acqua, Water Seven" | 17 aprile 2005    | 25 agosto 2008    |
| 229 | La ciurma si mette ai remi e riesce a schivare l'impatto con un treno che viaggia sull'acqua. La rana, invece, viene travolta. I pirati fanno la conoscenza di Kokoro e di Chimney oltre al suo coniglio. Chimney li assicura che la gigantesca rana di nome Yokozuna è ancora viva e che ogni giorno testa la sua forza cercando di fermare il treno marino. Inoltre li spiega come funziona il treno: esso, che si chiama Puffing Tom, passa su delle rotaie che si trovano sotto la superficie dell'acqua. Kokoro invece, rivela che il loro Log Pose sta puntando a Water Seven, città rinomata perché vi si trovano i carpentieri migliori al mondo. Dopodiché la ciurma riparte. La Going Merry raggiunge la propria destinazione e la ciurma si rende conto che la nave necessita di una riparazione urgente. Rufy, Nami e Usop sbarcano con l'intenzione di cambiare l'oro di Skypiea in denaro e di trovare Iceburg, che Kokoro ha loro raccomandato. |                   |                   |
| 230 | Avventura nella metropoli dell'acqua 「水上都市の冒険！目指せ巨大造船工場」 - Suijō toshi no bōken! Mezase kyodai zōsen kōjō – "Avventura nella città dell'acqua! Obiettivo: industria carpentaria gigante" | 24 aprile 2005    | 26 agosto 2008    |
| 230 | Rufy, Nami e Usop vagano per Water Seven a bordo degli Yagara Bull, animali usati per navigare sui canali della città, che hanno appena noleggiato e si divertono nell'ammirare le caratteristiche della città. Nel frattempo la Galley-La Company fa fuori un pirata che non ha voluto pagarli. Robin e Chopper scendono dalla Going Merry e si dirigono in città; giunti di fronte a un negozio di libri Robin incrocia un tipo mascherato che le sussurra CP9. Chopper entra nel negozio, ma poco dopo si accorge che Robin non l'ha seguito; quando ne esce non la trova da nessuna parte. Roronoa Zoro, rimasto da solo a bordo della nave, si addormenta. Alcuni uomini lo raggiungono e lo attaccano di sorpresa, ma Zoro blocca il colpo e si prepara a combattere. |                   |                   |
| 231 | La Franky Family 「フランキー一家とアイスバーグさん！」 - Furankī ikka to Aisubāgu-san! – "La Franky Family e il signor Iceburg!" | 1º maggio 2005    | 27 agosto 2008    |
| 231 | Gli uomini che hanno attaccato Zoro sostengono di fare parte della Franky Family, cioè un gruppo di cacciatori di taglie. Zoro li sconfigge tutti. Rufy, Usop e Nami entrano in una banca per cambiare l'oro ottenuto a Skypiea con del denaro. Nonostante il banchiere Iishigo cerchi di truffarli, grazie all'intervento di Nami riescono a ottenere 300 milioni di berry, che inseriscono in tre valigie. Subito dopo i tre si dirigono dai carpentieri della città e fanno la conoscenza di Kaku, che gli spiega che Iceburg comanda la città e la Galley-La Company. Kaku decide di visitare la nave della ciurma per valutarne lo stato e velocizzare le cose. Sanji si occupa di fare acquisti e mentre cerca di ritrovare la strada scorge Robin in compagnia del tipo mascherato; cerca di raggiungerla, ma i due sembrano essere scomparsi nel nulla. Intanto Kaku raggiunge la Going Merry e inizia a controllare di quali riparazioni abbia bisogno. Rufy e il suo gruppo fanno la conoscenza di Iceburg e di Califa. Califa li colpisce non appena i tre osano criticare l'atteggiamento di Iceburg, che subito dopo decide di accompagnare i suoi ospiti a visitare la sede. Usop si accorge che nella confusione i membri della Franky Family gli hanno rubato due delle tre valigie piene di denaro e si stanno allontanando a bordo di alcuni Yagara Bull. |                   |                   |
| 232 | Il cantiere numero 1 della Galley Company 「ガレーラカンパニー！壮観一番ドッグ」 - Garēra Konpanī! Sōkan ichiban dokku – "La Galley-La Company! Il magnifico Dock 1" | 15 maggio 2005    | 28 agosto 2008    |
| 232 | Mentre i ladri fuggono Pauly, che lavora per la Galley, sta scappando da alcuni creditori. Per liberarsene Pauly si getta sulle imbarcazioni sconfiggendo gli occupanti, ma non torna indietro con il denaro. Per questo Rob Lucci, altro carpentiere che parla facendo da ventriloquo con un piccione, si offre di recuperarlo. Però i due carpentieri iniziano a litigare ma vengono fermati da Rufy. Nel frattempo, a bordo della Going Merry, Kaku analizza scrupolosamente lo stato della nave. Una volta recuperato il denaro, Califa spiega ai pirati che i ladri fanno parte della Franky Family, un'organizzazione di smantellatori di navi e cacciatori di taglie. Dopodiché i pirati iniziano a visitare il dock uno in cui lavorano centinaia di carpentieri. Califa spiega agli ospiti che Iceburg, fondando la Galley-La Company, ha unificato tutte le compagnie navali che esistevano precedentemente ed è diventato sindaco della città. Mentre Usop ammira l'abilità dei carpentieri i membri della Franky Family lo attaccano nuovamente. Kaku torna dalla sua ispezione e fornisce la sua valutazione ai pirati. I danni sono troppo numerosi e troppo gravi, perciò la nave non può essere riparata. Anche Zoro è stato informato di ciò. |                   |                   |
| 233 | Il rapimento 「海賊誘拐事件と死を待つだけの海賊船」 - Kaizoku yūkai jiken to shi o matsu dake no kaizoku sen – "Il caso del rapimento del pirata e la nave pirata che attende solo la morte" | 22 maggio 2005    | 29 agosto 2008    |
| 233 | Rufy e Nami si fanno spiegare dai carpentieri della Galley-La Company il motivo per cui la loro nave non sia riparabile. Essi spiegano che la chiglia della Going Merry, la parte più importante ormai è spezzata e che perciò l'unica cosa fattibile è costruire una nuova nave da zero. Iceburg poi si allontana per discutere privatamente. Rufy e Nami si accorgono che due delle tre valigie sono vuote e scoprono che Usop è stato rapito dalla Franky Family. Rufy allora parte di corsa alla ricerca di Usop e del denaro perduto, mentre Nami decide di tornare alla nave per mettere al sicuro la terza valigia e per mandare Zoro e gli altri ad aiutare Rufy. Lungo la strada trova Usop ferito e quasi svenuto, che inizia a disperarsi per la propria incapacità di custodire il denaro che gli era stato affidato. Nami gli raccomanda di restare lì mentre andrà a chiamare Chopper. Alla Franky House, il boss Franky viene a sapere che i suoi uomini hanno rubato 200 milioni di berry e si congratula con loro. Mentre tutti festeggiano Usop si presenta alla base intenzionato a riprendersi ciò che è suo. |                   |                   |
| 234 | Assalto alla Franky House 「仲間救出！殴り込みフランキーハウス」 - Nakama kyūshutsu! Nagurikomi Furankī Hausu – "Salvataggio di un compagno! L'incursione alla Franky House" | 5 giugno 2005     | 1º settembre 2008 |
| 234 | Franky deride Usop per la sua debolezza e lo lascia ai suoi compagni, mentre dichiara che userà tutti quei soldi per fare un certo acquisto. Dopodiché se ne va, mentre il resto della Franky Family inizia a picchiare di nuovo Usop. Nel frattempo Nami è rimasta di guardia alla Going Merry e al denaro rimanente, mentre il resto della ciurma si è diretta nel punto in cui Usop era stato ritrovato ferito. Zoro, Sanji e Chopper vengono raggiunti da Rufy, caduto da un tetto e quando scoprono che Usop si è diretto alla Franky House, decidono di raggiungerlo per ottenere vendetta. I membri della Franky Family stanno festeggiando e Kop apre la porta d'ingresso per andare a comprare altro cibo. Rufy, lì presente, lo colpisce senza preavviso e lo scaraventa di nuovo all'interno. Nel combattimento che segue i pirati non mostrano nessuna pietà e sconfiggono tutti i nemici, distruggono le loro armi e infine l'edificio stesso. Al termine dello scontro, Chopper inizia a curare Usop, mentre Rufy prende un'importante decisione: quella di dire addio alla Going Merry. |                   |                   |
| 235 | Duello sotto le stelle 「月下の大喧嘩！哀しみに翻る海賊旗！」 - Gekka no dai kenka! Kanashimi ni hirugaeru kaizoku ki! – "Grande scontro al chiaro di luna! La nave dei pirati trema di tristezza!" | 12 giugno 2005    | 2 settembre 2008  |
| 235 | Dopo essere stato portato a bordo della Going Merry, Usop riprende i sensi e si scusa con i suoi compagni per essersi lasciato rubare il denaro. Inoltre chiede se la somma rimasta è sufficiente a riparare la nave, così Rufy lo informa della decisione di prenderne un'altra. Usop non accetta la sua scelta e non crede a ciò che i carpentieri della Galley-La Company hanno detto e cioè che la nave non sia più in grado di navigare. Usop prosegue criticando l'atteggiamento della ciurma, che crede agli estranei e insiste sul fatto di essere in grado di effettuare personalmente le riparazioni necessarie alla sistemazione della nave. Rufy però non vuole sentire ragioni perché si fida delle parole di Kaku più che di quelle di Usop. La consapevolezza di non essere forte e potente come i suoi compagni e la sensazione di non essere gradito, spingono Usop a lasciare la ciurma. Usop decide anche di sfidare Rufy a duello, poiché vuole la Going Merry per sé. Fissa il combattimento per quella stessa sera, dopodiché se ne va. Giunta l'ora stabilita i due pirati si trovano faccia a faccia, pronti a scontrarsi. |                   |                   |
| 236 | Rubber contro Usopp: una questione d'onore 「ルフィvsウソップ! ぶつかる男の意地」 - Rufi VS Usoppu! Butsukaru otoko no iji – "Rufy contro Usop! Lo spirito degli uomini che si scontrano" | 19 giugno 2005    | 3 settembre 2008  |
| 236 | Usop inizia a combattere. Le sue prime mosse consistono nell'utilizzare trucchi per ingannare la mente semplice di Rufy alcuni Dial e la propria fionda per colpirlo con uova marce e tabasco. Il piano di Usop è molto più complesso di quanto sembri a prima vista: Usop ha disseminato il campo di battaglia di makibishi e di Breath Dial riempiti di gas infiammabile. L'attacco successivo è un proiettile infuocato che causa una grande esplosione in cui Rufy rimane coinvolto. Rufy, anche se ferito, si rialza e riparte all'attacco, ma Usop usa di nuovo la sua fionda e scaglia altri proiettili esplosivi e shuriken. Inoltre assorbe un attacco di Rufy in un Impact Dial e lo utilizza contro di loro; la mossa però ferisce Usop al braccio, mentre Rufy rimane in piedi. Rufy smette per un attimo di ripensare ai bei momenti trascorsi assieme e colpisce Usop con molta forza, ponendo fine al duello. Rufy, nonostante abbia vinto, lascia la Going Merry ad Usop, ripetendo la sua intenzione di trovare una nave nuova per il suo equipaggio. Mentre si allontana però, piange, dispiaciuto per quello che è stato costretto a fare. |                   |                   |
| 237 | La misteriosa aggressione di Iceberg 「激震水の都！狙われたアイスバーグ」 - Gekishin sui no to! Nerawareta Aisubāgu – "La metropoli dell'acqua è scioccata! Iceburg è stato colpito" | 3 luglio 2005     | 4 settembre 2008  |
| 237 | Il giorno successivo al duello tra Rufy e Usop il resto della ciurma discute della necessità di ritrovare Robin. All'improvviso Nami raggiunge i compagni e li informa che nella notte Iceburg è stato quasi ucciso mentre si trovava nelle sue stanze, nella sede della Galley-La Company. Poiché Iceburg è in coma, non si sa altro. Rufy e Nami decidono di andare a vedere come sta, mentre Chopper e Sanji iniziano a cercare Robin. Quella stessa mattina, Franky, Mozu e Kiwi tornano in città e scoprono che la loro base è stata distrutta e i loro compagni sconfitti duramente. Franky intuisce che sono stati i pirati di Rufy e viene a sapere che Rufy è diretto al Dock Uno; decide di raggiungerlo per sconfiggerlo e ottenere vendetta. Alla Shift Station, Kokoro ordina a Chimney di prepararsi a raggiungere Water Seven, perché si sta per scatenare l'acqua laguna. Anche la popolazione della città si prepara per l'evento, che avviene ogni anno: si tratta di una marea eccezionalmente alta, che a mezzanotte sommergerà completamente la parte bassa della città. Rufy e Nami raggiungono la sede della Galley-La Company e a loro volta vengono raggiunti da Franky. Tutta la popolazione fugge terrorizzata da Franky. |                   |                   |
| 238 | Rubber contro il cyborg sputa-fuoco 「ゴムゴム人間VS火を吹く改造人間(サイボーグ)」 - Gomu Gomu ningen vs. hi o fuku saibōgu – "L'uomo Gom Gom contro il cyborg che sputa fuoco" | 10 luglio 2005    | 5 settembre 2008  |
| 238 | Califa informa i carpentieri che Iceburg ha ripreso conoscenza così gli fanno visita. Iceburg rivela che gli assalitori erano due: un tipo mascherato e Robin. Poco distante Franky rivela a Nami di avere completamente speso i 200 milioni di berry che ha rubato e si prepara ad attaccare Rufy per vendicare i suoi compagni. Comincia soffiando fuoco dalla bocca, distrugge l'imbarcazione su cui si trovano i due pirati e poi colpisce Rufy estendendo il proprio braccio per mezzo di una catena. I carpentieri deducono che i responsabili dell'attentato a Iceburg sono i pirati di Rufy. Dopo avere saputo che Rufy e Franky si stanno affrontando lì vicino, corrono subito all'esterno per catturarlo e farsi spiegare le motivazioni del suo gesto. Quando si presentano sul luogo dello scontro, Nami crede che si stiano schierando dalla loro parte, ma in realtà Pauly attacca Rufy con le sue corde. Franky si infuria perché non vuole che degli estranei interrompano il suo duello, così nasce uno scontro caotico in cui hanno la meglio i carpentieri. Rufy e Nami scoprono le accuse verso di loro e ne rimangono stupiti. |                   |                   |
| 239 | Franky contro gli uomini della Galley Company 「犯人は麦わら海賊団？水の都の用心棒」 - Hannin wa mugiwara kaizoku dan? Sui no to no yōjinbō – "I pirati di Cappello di paglia colpevoli? I guardiani della metropoli dell'acqua" | 31 luglio 2005    | 8 settembre 2008  |
| 239 | Rufy continua a sostenere l'innocenza della sua ciurma, ma non viene creduto. I carpentieri ricominciano ad attaccarlo e Rufy, che non ha nulla contro di loro, schiva i loro colpi con difficoltà, ma non contrattacca. Franky non sopporta che abbiano interrotto il suo duello e perciò interviene; sferra un attacco molto potente che crea molta confusione e Rufy ne approfitta per fuggire con Nami. Franky decide di rifornirsi di carburante prima di riprendere la caccia a Rufy, mentre i carpentieri decidono di sorvegliare la stazione e di setacciare la città per catturare tutta la ciurma. Nel frattempo Kokoro, Chimney e Gonbe raggiungono Water Seven. Rufy, a poca distanza dalla sede della Galley-La Company, vuole raggiungere Iceburg per parlargli e chiedergli perché stia accusando Robin dell'attentato che ha subito. Per questo si lancia verso l'edificio sfondando una finestra e inizia a vagare inseguito dai carpentieri. Califa, su ordine di Iceburg, gli mostra la strada per la sua stanza in modo che i due si incontrino. Una volta faccia a faccia Iceburg chiede a Rufy di fargli parlare ancora con Robin. Intanto in città si scatena la caccia. |                   |                   |
| 240 | L'oscuro segreto di Nico Robin 「永遠の別れ？闇を引く女ニコ・ロビン」 - Eien no wakare? Yami o hiku onna Niko Robin. – "Addio per sempre? Nico Robin, la donna che porta l'oscurità" | 7 agosto 2005     | 9 settembre 2008  |
| 240 | Kokoro, Chimney ed il gattoniglio raggiungono Water Seven e vengono a conoscenza dell'attentato ai danni di Iceburg e delle accuse verso la ciurma di Rufy. Raggiungono il bar di Blueno e poco dopo anche Franky fa il suo ingresso nello stesso locale per rifornirsi di cola. Kokoro e Franky si conoscono e gli spiega di non credere che i pirati siano i responsabili di quanto accaduto a Iceburg: secondo Kokoro è opera del CP9, un'organizzazione governativa segreta che uccide le persone scomode rimanendo nell'ombra. Altrove Robin si trova proprio con due agenti del CP9, che la incaricano di tornare nelle stanze di Iceburg quella stessa sera per impadronirsi di un oggetto che custodisce. La popolazione di Water Seven inizia a evacuare la parte bassa della città in previsione dell'arrivo dell'Acqua Laguna, mentre prosegue la caccia alla ciurma di Rufy. La gente si apposta all'hotel dove avevano trascorso la notte e rintraccia anche la Going Merry. Sanji e Chopper proseguono la ricerca di Robin finché non avverte il suo profumo. I due seguono la scia fino a trovarsela di fronte, dall'altra parte di un canale. Sanji chiede a Robin di tornare con loro all'hotel, ma Robin si rifiuta di seguirli e conferma che le accuse mosse a suo carico sono vere. Dice addio ai suoi amici e si allontana senza che possa essere seguita. |                   |                   |
| 241 | Ritroviamo Nico Robin! 「ロビンを捕まえろ！麦わら一味の決意」 - Robin o tsukamaero! Mugiwara ichimi no ketsui. – "Ritroviamo Robin! La determinazione della ciurma di Cappello di paglia" | 14 agosto 2005    | 10 settembre 2008 |
| 241 | La ciurma sfugge agli inseguitori e viene raggiunta da Chopper. Nel frattempo Usop acquista un po' di materiale con cui inizia a riparare la Going Merry. Dopo esseri messi al sicuro, Chopper racconta ai suoi compagni quello che Robin ha detto. Zoro deduce dal resoconto che le cose in città presto peggioreranno e poiché Iceburg è appena scampato all'omicidio i responsabili avranno sicuramente intenzione di fare un altro tentativo. Dato che la ciurma è già stata incolpata dell'accaduto avvicinarsi alla casa di Iceburg potrebbe essere rischioso, ma Rufy decide di tornarci per incontrare nuovamente Robin. Franky mentre riprende la sua caccia a Rufy, incontra i suoi compagni che lo informano sulla posizione di Usop, così Franky decide di catturarlo per fare uscire allo scoperto il resto della ciurma. Quando cala la sera i carpentieri della Galley-La company si schierano attorno alla casa di Iceburg per proteggerlo. Rufy e i suoi compagni si preparano a entrare nell'edificio, ma anche Robin e Blueno hanno la stessa intenzione. |                   |                   |
| 242 | L'attacco alla Galley Company 「合図は砲撃と共に！動き出したCP9」 - Aizu wa hōgeki totomoni! Ugokidashita CP9 – "Il segnale è l'esplosione! Il CP9 inizia a muoversi" | 21 agosto 2005    | 11 settembre 2008 |
| 242 | Iceburg chiede a Califa di uscire dalla sua stanza e di mandare Pauly. I due uomini parlano a lungo e Iceburg chiede a Pauly di andare nel suo ufficio aprire una cassaforte segreta ed estrarre dei documenti importanti. Sottolinea che si tratta di una cosa pericolosa; Pauly accetta senza esitare e si dirige subito a svolgere il proprio compito. All'improvviso si verifica un'esplosione all'esterno della sede della Galley la company: è il segnale per gli agenti del CP9, mascherati, di entrare in azione. Califa attacca gli uomini di guardia all'esterno e ne sconfigge molti facilmente; Robin e il tipo mascherato entrano senza difficoltà nell'edificio; Pauly viene raggiunto da altri due uomini del CP9, che si sono fatti largo colpendo a mani nude chiunque trovassero sulla loro strada. Robin si apre un varco fino alla stanza di Iceburg mediante l'uso del frutto del diavolo Door Door, che gli permette di aprire porte su qualsiasi superficie. Blueno ammette di aver risparmiato Iceburg la prima volta in modo che potesse accusare la ciurma di Rufy dell'accaduto. Inoltre, sentendosi in pericolo di vita avrebbe consegnato a Pauly i progetti di una certa nave, come altri avevano fatto prima di Iceburg. La ciurma di Rufy, che stava osservando tutto da lontano, scopre che Rufy è scomparso. Per questo i pirati si dirigono di corsa verso l'ingresso posteriore della sede, sicuri che Rufy sia passato dalla porta principale finendo per farsi inseguire e liberando gli altri accessi. Rufy però si è incastrato in due muri mentre si stava lanciando, perciò i suoi compagni si trovano a fronteggiare molti avversari. |                   |                   |
| 243 | L'identità segreta della CP9 viene smascherata 「仮面を取ったCP9！その驚きの素顔」 - Kamen o totta CP9! Sono odoroki no sugao – "Il CP9 smascherato! I loro scioccanti veri volti" | 4 settembre 2005  | 12 settembre 2008 |
| 243 | Iceburg, rimasto da solo con Robin, riesce a coglierla di sorpresa e a estrarre una pistola. Le confessa di avere sempre atteso di incontrarla per ucciderla in modo che non possa distruggere il mondo. Robin infatti è in grado di leggere i Poignee Griffe, ma questo è un reato secondo il Governo mondiale. Essi svelano in che modo possono creare una potente arma ancestrale. Iceburg sa che il CP9 sta cercando i progetti di quella stessa arma, Pluton, che li sono stati trasmessi affinché Robin non ne venisse a conoscenza, ma che da quel punto di vista si è cautelato. Altri due agenti del CP9 sconfiggono Pauly e si impossessano dei progetti dell'arma ancestrale, ma Pauly gli rivela che essi sono falsi. I due decidono di ucciderlo, tuttavia vengono interrotti dall'arrivo di Rufy e così decidono di immobilizzarli a terra. Subito dopo i quattro agenti raggiungono la stanza di Iceburg per scoprire dove sono i veri progetti. Si tolgono le maschere e rivelano le loro vere identità: si tratta di Lucci, Kaku, Califa e Blueno. |                   |                   |
| 244 | Iceberg di fronte alla verità 「秘めた絆！アイスバーグとフランキー」 - Hisometa kizuna! Aisubāgu to Furankī – "Il legame segreto! Franky e Iceburg" | 11 settembre 2005 | 15 settembre 2008 |
| 244 | Franky, Mozu e Kiwi raggiungono Usop, che sta cercando di riparare la Going Merry e lo rapiscono per fare in modo che Rufy accorra in suo aiuto. Alla sede della Galley La company, Zoro sconfigge tutti i carpentieri che stavano cercando di catturarlo; in questo modo il suo gruppo riesce a entrare nell'edificio. All'interno invece, Rufy riesce a liberarsi perché è fatto di gomma e si accinge a liberare anche Pauly. Nella stanza di Iceburg, gli agenti del CP9 spiegano che la loro organizzazione è un Cipher Pol che vuole restare segreto, dotato della licenza di uccidere. Lucci decide di esporgli i propri sospetti: secondo Lucci Iceburg non avrebbe mai rischiato che i progetti dell'arma ancestrale andassero perduti, perciò Iceburg li ha già affidati a qualcuno. I falsi progetti hanno la firma dei Tom's workers, così Lucci rivela di sapere che Tom aveva due allievi: Iceburg e un certo Cutty Flam, ritenuto morto anni fa e rivelatosi poi essere lo stesso Franky. In quel momento Rufy, Pauly e il gruppo di Zoro fanno irruzione nella stanza. |                   |                   |
| 245 | Il sogno di Robin 「帰って来いロビン！CP9との対決！」 - Kaette koi Robin! CP9 to no taiketsu! – "Torna con noi Robin! La battaglia contro il CP9!" | 18 settembre 2005 | 16 settembre 2008 |
| 245 | Tutti sono rimasti senza parole per la scoperta dell'identità degli aggressori di Iceburg. Pauly attacca Lucci, ma questi utilizza le Rokushiki per sconfiggerlo in pochi istanti. Grazie a queste tecniche, Lucci riesce a resistere senza difficoltà anche a numerosi pugni di Rufy. Rufy allora chiede a Robin perché voglia seguire gli agenti del Governo mondiale. Robin gli risponde che lo fa affinché il suo sogno si realizzi, ma si rifiuta di rivelare quale sia. Dopodiché si prepara ad andarsene, scortata dal CP9. Rufy cerca di raggiungerla, ma Blueno lo ostacola e Kaku e Califa lo colpiscono dando sfoggio delle loro abilità. Zoro prova ad attaccare Kaku, ma i suoi fendenti vengono bloccati. Kaku inoltre, spiega che anche se il mestiere era solo una copertura, la sua analisi della Going Merry era sincera. Poi colpisce Zoro e lo sconfigge. Dopo avere sottolineato la differenza di forza tra i due gruppi il CP9 si prepara ad andarsene, prima che gli inneschi incendiari disseminati per l'edificio uccidano tutti, distruggendo le prove di quale sia la verità. Lucci però decide di mostrare agli avversari la propria trasformazione. |                   |                   |
| 246 | La CP9 in cerca di Franky 「麦わら海賊団全滅? モデル豹(レオパルド)の脅威!」 - Mugiwara kaizoku dan zenmetsu? Moderu Reoparudo no kyōi! – "La sconfitta dei pirati di Cappello di paglia? Il terrore del modello leopardo!" | 23 ottobre 2005   | 17 settembre 2008 |
| 246 | Lucci si trasforma in leopardo grazie al frutto Felis Felis modello leopardo. L'incendio si diffonde nella sede della Galley La company e gli agenti del CP9 si preparano ad andarsene, ma Rufy attacca ancora una volta Lucci. L'agente lo trafigge con i suoi artigli e poi lo scaglia attraverso la parete ad alcuni isolati di distanza. Anche Zoro prova ad attaccarlo, ma subisce la stessa sorte di Rufy. Lucci, Kaku, Califa e Blueno se ne vanno lasciando Iceburg e Pauly legati in mezzo alle fiamme e si dirigono alla Franky House. Durante lo spostamento si imbattono in alcuni uomini della Franky family che stanno cercando Rufy per fargli sapere che hanno catturato Usop. Lucci, mascherato, li avvicina per farsi dire dove si trovi Franky. In quello stesso momento, Franky si sta commuovendo perché Usop gli ha raccontato il litigio avvenuto con Rufy riguardo alla Going Merry. I due non sono più nemici e Franky gli lascia riparare la nave mentre si rilassa e gli racconta la storia dell'isola. In passato, prima dell'invenzione del treno marino, Water Seven era poco visitata; grazie a Tom, l'economia della città risorse. Lucci scopre dove si trova il nascondiglio di Franky e assieme al resto del CP9 parte per raggiungerlo. |                   |                   |
| 247 | Le lacrime di Usopp 「船からも愛された男！ウソップの涙！」 - Fune kara mo aisareta otoko! Usoppu no namida! – "L'uomo amato dalla sua nave! Le lacrime di Usop!" | 30 ottobre 2005   | 18 settembre 2008 |
| 247 | Usop continua a riparare la Going Merry, ma Franky cerca di fargli capire che è inutile perché la nave non può più navigare, così rompe un pezzo appena sistemato. Usop non gli crede, così Franky lo getta in acqua, dove è possibile vedere la pessima condizione della chiglia. Quando riemerge, però, Usop riprende le riparazioni. Franky cerca nuovamente di convincerlo del fatto che sia solo una perdita di tempo e Usop scoppia in lacrime, rivelando che ne era già a conoscenza. Gli racconta così che a Skypiea si era svegliato nel cuore della notte; aveva scorto una figura nella nebbia che stava riparando la nave e udito una voce che diceva di non preoccuparsi perché li avrebbe trasportati ancora per un po'. Usop crede che in qualche modo, quella creature fosse lo spirito della Going Merry. Franky glielo conferma: quell'essere era un Klabautermann una creatura leggendaria che vive nelle navi molto amate dall'equipaggio. All'improvviso il campanello inizia a suonare e Mozu e Kiwi vanno ad aprire, convinte che si tratti del gruppo di Zanbai. In realtà sono i membri del CP9, che colpiscono le due ragazze non appena aprono la porta. |                   |                   |
| 248 | La storia di Franky 「フランキーの過去！海列車が走った日」 - Franky no kako! Umi ressha ga hashitta hi – "Il passato di Franky! Il giorno in cui il treno marino corse" | 6 novembre 2005   | 19 settembre 2008 |
| 248 | Franky, perplesso, cerca di colpire Blueno, ma Lucci interviene e lo attacca. Lucci gli rivela di aver scoperto la sua identità e di aver ucciso Iceburg. Intanto il CP9 trova una stanza segreta nel magazzino sotto al ponte, addetta alla cartografia custodisce preziosi ricordi del passato di Franky. Franky ripensa a quando iniziò a lavorare alle dipendenze di Tom. Viveva insieme a Iceburg, Tom e Kokoro. Quando Franky era dodicenne e Iceburg sedicenne, Tom decise di pensare ad un progetto affinché i materiali provenienti dalle altre isole raggiungessero Water Seven senza che i pirati gliele rubassero. Il giorno dopo Tom fu accusato di avere costruito la nave di Gold Roger, la Oro Jackson, e fu condannato a morte, ma Tom chiese al giudice del tempo per portare a termine il suo progetto: costruire un treno a vapore in grado di viaggiare sul mare su rotaie, che collegasse Water Seven alle città di San Popola, Pucci e San Faldo. Il giudice, affascinato dal progetto, decide di sospendere il suo giudizio e diede a Tom dieci anni per portarlo a termine e chiese che fosse collegata anche Enies Lobby. |                   |                   |
| 249 | Il complotto di Spandam 「スパンダムの陰謀！海列車が揺れた日」 - Supandamu no inbō! Umi ressha ga ureta hi – "Il complotto di Spandam! Il giorno in cui il treno marino si scosse" | 13 novembre 2005  | 22 settembre 2008 |
| 249 | Franky era arrabbiato perché Tom era ritenuto un criminale, nonostante abbia costruito l'unica nave che ha circondato il mondo. Ad un certo punto Tom si ricorda di quando due anni prima assunse Franky dopo che fu abbandonato dalla sua ciurma per via del suo comportamento. Dodici anni dopo Water Seven si trova in una situazione pietosa e viene ultimato il treno del mare. La nave giudiziaria del Governo mondiale tornò a Water Seven per assolvere Tom. Tuttavia Spandam fece attaccare la nave giudiziaria dai suoi sottoposti con delle piccole navi da guerra costruite da Franky, così da poter accusare Tom per ottenere i progetti di Pluton in suo possesso. Iceburg e Tom si precipitano presso la costa, dove furono attaccati da due navi che distrussero le altre, con Iceburg che disse a Franky che doveva assumersi la responsabilità di quanto accaduto o non lo avrebbe mai perdonato. |                   |                   |
| 250 | L'addio all'uomo leggendario 「伝説の男の最後！海列車が泣いた日」 - Densetsu no otoko no saigo! Umi ressha ga naita hi – "Gli ultimi momenti di un uomo leggendario! Il giorno in cui il treno marino pianse" | 20 novembre 2005  | 23 settembre 2008 |
| 250 | Tom rimase gravemente ferito, con un arpione conficcato nel petto. Tom e i suoi apprendisti furono poi portati di fronte al giudice. Franky disse che se le sue navi sono state usate come armi allora non poteva più considerarle sue e per questo Tom lo colpì con un violento pugno, dicendogli che deve sempre essere orgoglioso delle navi che costruisce. Quindi chiese al giudice di poter usare la costruzione del treno marino per discolparsi dal crimine di avere attaccato la nave del Governo mondiale, nonostante non fosse colpa sua, assolvendo così anche i suoi apprendisti. Però rimaneva la condanna di aver costruito la Oro Jackson, che non rinnegò di aver costruito, e venne dunque fatto salire sul treno marino che costruì per essere portato a Enies Lobby, l'isola giudiziaria. Franky provò a fermare il treno venendo però travolto. Franky, nel presente, riceve una telefonata da Spandam tramite il lumacofono di Lucci. |                   |                   |
| 251 | La verità di Nico Robin 「裏切りの真相！ロビンの哀しき決意！」 - Uragiri no shinsō! Robin no kanashiki ketsui! – "La verità dietro il tradimento! La decisione dolorosa di Robin!" | 20 novembre 2005  | 24 settembre 2008 |
| 251 | Chopper porta Iceburg e Pauly all'esterno dell'edificio in fiamme, dopodiché crolla a terra. Alcuni dei carpentieri che stanno cercando di domare l'incendio iniziano a prestare soccorso medico a tutti e tre. Nel nascondiglio sotto al ponte, Kaku sconfigge Usop e attiva il comando che fa finire la Going Merry in mare alla deriva ignorando le suppliche di Usop di risparmiarla. Iceburg riprende i sensi e si avvicina a Nami per parlarle del comportamento di Robin. Nami ammette che Robin si è comportata in modo strano fin dal suo arrivo a Water Seven, così Iceburg si offre di spiegarle quello che ha saputo. Robin sta collaborando con gli agenti del CP9 perché essi hanno avuto il permesso di invocare una Buster Call contro i Pirati di Rufy. La Buster Call è un ordine d'emergenza che permette di chiamare cinque vice-ammiragli al commando di dieci navi da guerra. In teoria solo gli ammiragli potrebbero usarlo, ma Aokiji ha dato il permesso al CP9 di usarlo. Schierandosi dalla loro parte, Robin ha ottenuto la promessa che la ciurma di Rufy potrà salpare senza ostacoli dall'isola, che è il suo più grande desiderio. Nel sentire queste parole, Nami tira un sospiro di sollievo perché capisce che Robin in realtà non li ha traditi. Decide di andare alla ricerca dei suoi compagni e di informarli in modo da partire per andare a salvarla. Nel frattempo Sanji si trova alla Blue Station, dove vede Robin assieme ad agenti governativi. |                   |                   |
| 252 | Il treno dell'addio 「仲間を引き離す汽笛！走り出す海列車」 - Nakama o hikihanasu kiteki! Hashiridasu umi ressha – "Il fischio che separa i compagni! Il treno del mare inizia a correre" | 4 dicembre 2005   | 25 settembre 2008 |
| 252 | Sanji rimane nascosto mentre il CP9 entra nella stazione. Sanji vuole salvare Robin ma vede che il CP9 porta con sé Usop come prigioniero insieme a Franky. Nel frattempo al quartier generale della Galley-La Company, Nami e Chopper scoprono che Robin salirà a bordo dell'ultimo treno disponibile prima che l'Acqua Laguna renda impossibile salpare. Pauly gli spiega che la Ciurma di Cappello di Paglia non è colpevole, ma non gli riferisce niente riguardo al CP9, e ordina ai carpentieri di aiutare Chopper a ritrovare i loro compagni, mentre Nami si dirige verso la stazione. Il convoglio ferroviario si prepara a partire prima del previsto per via dell'Acqua Laguna, così Sanji decide di non aspettare gli altri e di salire a bordo di nascosto. Il treno si mette in moto, mentre Robin ripensa ai bei momenti trascorsi con i suoi compagni. |                   |                   |
| 253 | L'intuizione di Sanji 「サンジ突入！嵐の中の海列車バトル！」 - Sanji totsunyū! Arashi no naka no umi ressha batoru! – "L'assalto di Sanji! La battaglia nel treno marino nella tempesta!" | 11 dicembre 2005  | 26 settembre 2008 |
| 253 | Nami e Pauly arrivano alla Blue Station, ma i controllori li dicono che il treno è già partito. Pauly nota che l'Acqua Laguna è più forte di quella degli altri anni e sconsiglia a Nami di salpare per inseguire Robin. Alcuni altri carpentieri le consegnano una lettera con un baby-lumacofono di Sanji che hanno trovato, nella quale le spiega di essere salito a bordo del treno marino. Nami informa Chopper della novità e i due riprendono la ricerca di Rufy e Zoro, con l'intenzione di partire subito dopo in soccorso di Robin. Sanji fa il suo ingresso nell'ultima carrozza e si prepara a sconfiggerne gli occupanti. Sanji tramortisce con un solo calcio Jerry, del CP6. I carpentieri della Galley-La company proseguono le ricerche di Rufy e Zoro, mentre Iceburg si allontana dalla sede senza informare i presenti della sua destinazione. Kokoro, Chimney e Gonbe osservano la bassa marea che precede il culmine dell'Acqua Laguna e notano Rufy incastrato tra due edifici nella parte bassa della città. Nami si dirige di corsa verso Rufy nonostante il pericolo. |                   |                   |
| 254 | Il tormento di Nami 「ナミ魂の叫び！麦わらのルフィ復活！」 - Nami tamashii no sakebi! Mugiwara no Rufi fukkatsu! – "L'urlo dell'anima di Nami! Il ritorno di Rufy Cappello di paglia" | 22 gennaio 2006   | 29 settembre 2008 |
| 254 | Nami continua a dirigersi verso Rufy, mentre Chopper scorge Zoro intrappolato in un camino e inizia a correre per raggiungerlo. Mentre l'Acqua Laguna si avvicina alla parte bassa della città, Nami raggiunge Rufy e gli spiega la verità nascosta dietro alle azioni di Robin. Nell'apprendere che Robin si è sacrificata per loro, Rufy si libera distruggendo i due palazzi tra cui si è incastrato; Zoro invece si fa passare la Sandai Kitetsu da Chopper e con essa distrugge il camino. Quando l'onda dell'Aqua Laguna sta per sommergere la parte bassa della città i quattro riescono a salvarsi: Rufy allungandosi insieme a Nami, Chopper saltando dopo aver mangiato una Rumble Ball. Pochi istanti dopo anche il ponte su cui si trovano crolla, ma Pauly si soccorre estraendoli dall'acqua; i cinque poi si dirigono al sicuro. Il Puffing Tom continua a dirigersi verso Enies Lobby; Sanji sconfigge gli ultimi occupanti della carrozza di coda e si dirige verso la successiva. Rufy decide di salpare e raggiungere il treno marino per salvare Robin. |                   |                   |
| 255 | Alla ricerca di un'imbarcazione 「もう一つの海列車？ロケットマン出撃」 - Mō hitotsu no umi ressha? Roketto Man shutsugeki – "Un altro treno del mare? La partenza del Rocket Man" | 29 gennaio 2006   | 30 settembre 2008 |
| 255 | Pauly si rifiuta di prestare una nave ai pirati perché non conosce nessuna imbarcazione capace di resistere all'Acqua Laguna. Nami spiega che a Enies Lobby tutti i criminali vengono condannati a morte per poi essere portati tramite delle correnti sfruttate della Marina o a Marineford, sede della Marina, o nella prigione di Impel Down. Allora Rufy decide di ricorrere anche alla forza pur di ottenere una nave e Pauly si prepara a combattere contro i quattro pirati, ma Kokoro riesce a intervenire prima che sia troppo tardi: rendendosi conto della determinazione di Rufy, decide di mostrargli un altro treno marino. A bordo del Puffing Tom, Sanji sconfigge anche gli agenti governativi presenti nella penultima carrozza, la stessa in cui si trovano prigionieri Usop e Franky. Kokoro conduce la ciurma di Rufy nell'edificio in cui si trova il Rocket Man, un treno marino non utilizzabile perché era un prototipo difettoso del Puffing Tom. Anche Iceburg si trova lì e rivela di avere revisionato il treno. Nel frattempo arrivano i controllori con cibo e sakè per far recuperare forza alla ciurma. Poi i membri della Franky Family si presentano poi sul posto implorando Rufy di portarli con sé, perché vogliono aiutarlo a salvare Franky. Rufy acconsente ed essi corrono a preparare due King Bull da attaccare in coda al treno marino. I pirati salgono a bordo e il Rocket Man inizia a muoversi. |                   |                   |
| 256 | Missione di salvataggio 「仲間を救え！拳に誓った敵同士の絆！」 - Nakama o sukue! Kobushi ni chikatta teki dōshi no kizuna! – "Salvataggio dei compagni! La strada che collega ai nemici" | 5 febbraio 2006   | 1º ottobre 2008   |
| 256 | Il Rocket Man accelera mentre avanza nei sotterranei di Water Seven finché non sbuca all'aria aperta. A quel punto la Franky Family a bordo di un carro trainato da due king bull, Sodoma e Gomorra, si aggancia al treno marino, dopodiché Kokoro riesce ad immettersi sui binari. Nel frattempo si scopre che nel Rocket-Man sono saliti Chimney e Gonbe per curiosità, e i tre carpentieri Pauly, Tilestone e Lulu per punire i traditori presenti a bordo del Puffing Tom. Poiché i tre gruppi hanno un obiettivo comune, Rufy sancisce la loro alleanza. Nel frattempo un'altra onda dell'Aqua Laguna si dirige verso di loro. |                   |                   |
| 257 | Rubber e Zoro contro la grande onda 「波を砕け！ルフィとゾロの最強合体技」 - Nami o kudake! Rufi to Zoro no saikyō konbo – "Spaccare le onde! La più forte combo di Rufy e Zoro" | 26 febbraio 2006  | 2 ottobre 2008    |
| 257 | A bordo del Puffing Tom T-Bone viene informato che i due prigionieri presenti nella penultima carrozza sono scomparsi e che gli agenti sono stati sconfitti. Sanji Usop e Franky si sono intanto spostati sul tetto del convoglio e contattano Nami per informarla della situazione. A bordo del Rocket Man i carpentieri della Galley-La company ed i membri della Franky Family cercano di aprire un varco in mezzo all'onda che sta per travolgerli, ma senza successo. Rufy e Zoro decidono di occuparsene personalmente e si piazzano sulla locomotiva; sotto lo sguardo incredulo dei presenti, sferrano un attacco combinato che crea un'apertura. Cessato il pericolo, Rufy parla con Sanji tramite il lumacofono e gli lascia carta bianca. Sanji parla a Franky ed Usop del sacrificio di Robin, che Robin ha fatto per tutti e sei i suoi compagni. Franky si commuove e decide di aiutarlo, mentre Usop si rifiuta di combattere nuovamente a fianco di Rufy e si allontana. Poco dopo Franky e Sanji vengono scoperti, ma li salva Usop che si ripresenta mascherato come Sogeking. |                   |                   |
| 258 | Una nuova identità 「謎の男登場！？その名はそげキング！」 - Nazo no otoko tōjō!? Sono na wa Sogekingu! – "Arriva un uomo misterioso!? Il suo nome è Sogeking!" | 5 marzo 2006      | 3 ottobre 2008    |
| 258 | Sanji e Franky fingono di non riconoscere Usop dietro alla maschera di Sogeking. I tre elaborano una strategia per salvare Robin che gli consenta di non perdere tempo affrontando gli occupanti del treno. A bordo del Rocket Man i passeggeri si preparano a combattere. Nami mostra ai compagni la sua nuova arma il Perfect Clima Takt, creato da Usop aggiungendo dei dial all'arma precedente. Il CP9 viene informato della presenza di intrusi a bordo del Puffing Tom, ma Lucci non se ne preoccupa. Il resto degli agenti invece inizia a perquisire le varie carrozze, finché non li sorprende in coda al treno. Molti uomini accorrono per catturarli, cadendo nella loro trappola: il vagone su cui si trovano insieme al capitano T-Bone viene staccato dal treno e lasciato sui binari in mezzo al mare. Sanji, Franky ed Usop proseguono e sconfiggono i nemici presenti nella carrozza successiva e poi entrano in quella custodita da Wanze intenzionato a fermarli con il suo Ramen Kempo. Sanji decide di affrontarlo per permettere agli altri di proseguire. |                   |                   |
| 259 | Scontro fra cuochi! 「コック対決！サンジVSラーメン挙法」 - Kokku taiketsu! Sanji VS Ramen Kenpō – "Scontro tra cuochi! Sanji contro il Ramen Kempo" | 12 marzo 2006     | 6 ottobre 2008    |
| 259 | Usop e Franky decidono di proseguire passando dal tetto del vagone, lasciando Sanji ad affrontare Wanze. I due cuochi utilizzano le loro arti marziali e Sanji si dimostra più forte, così Wanze decide di ricorrere alla sua mossa più potente creando un'armatura fatta di ramen. Franky continua ad avanzare e si imbatte in Nero, del CP9 esperto nell'uso di quattro Rokushiki. Sanji continua ad attaccare, ma rimane impigliato nei ramen ed inizia ad essere scagliato contro le pareti ed il pavimento. Quando alla fine riesce a liberarsi, cerca di colpirlo al volto, ma viene ferito da proiettili di pasta che Wanze espelle dal naso. Wanze riparte all'attacco, ma Sanji ricorre all'uso di due coltelli. Di solito egli non usa armi perché un cuoco non può sporcarsi le mani, ma poiché si trova in cucina e Wanze gioca col cibo fa a pezzi l'armatura e si prepara a sconfiggerlo. Franky e Nero iniziano a combattere ed entrambi rimangono stupiti nel constatare le abilità. Nel frattempo Usop raggiunge la carrozza in cui si trova Robin. |                   |                   |
| 260 | Combattimento sul tetto del treno 「屋根の上の決闘！フランキーVSネロ」 - Yane no ue no kettō! Furanki VS Nero – "Duello sul tetto! Franky contro Nero" | 19 marzo 2006     | 7 ottobre 2008    |
| 260 | Nero scopre che il punto debole di Franky è la sua schiena, priva di modifiche. Per sconfiggere Nero, Franky decide di utilizzare i suoi meccanismi e trasformarsi in un centauro. All'interno del primo vagone del Puffing Tom, Usop spiega a Robin di essere lì con Sanji e Franky per portarla in salvo e che Rufy li sta inseguendo con un altro treno marino. Robin però si rifiuta di seguirlo e difende la sua scelta di sacrificarsi. Gli occupanti del Rocket Man scorgono in lontananza il vagone del Puffing Tom sganciato in precedenza da Sanji, pieno di marine ed agenti governativi. Rufy vi si lancia per verificare che a bordo non ci siano i suoi compagni e successivamente ordina a Zoro di tranciarlo per permettere loro di continuare ad avanzare. Zoro lo taglia in due con un singolo fendente, lasciando a bocca aperta i membri della Franky Family. Rufy poi salta di nuovo sul convoglio. |                   |                   |
| 261 | Duello tra spadaccini 「激突！鬼斬りゾロVS船斬りＴボーン」 - Gekitotsu! Oni Giri Zoro VS Fune Giri T-Bōn – "Scontro! Il taglia-demoni Zoro contro il trancia-navi T-Bone" | 2 aprile 2006     | 8 ottobre 2008    |
| 261 | Il Rocket Man prosegue la sua corsa superando il cadavere di un gigantesco Re del mare. T-Bone sta cercando di raggiungere il Puffing Tom correndo sui binari. T-Bone si accorge dell'altro treno marino pieno di malintenzionati e decide di distruggerlo con la sua spada; anche Zoro, però, si prepara a sconfiggerlo per liberare la strada. Lo scontro tra i due spadaccini è di breve durata e Zoro ha la meglio. A bordo del Puffing Tom, Wanze si dispera perché la sua armatura di ramen è stata distrutta. Sanji lo colpisce al volto ripetutamente fino a cambiargli i connotati. Sul tetto del vagone successivo Franky è in difficoltà contro Nero e rischia di cadere dal treno. Nero cerca di gettarlo in acqua, ma Franky riesce a risalire e a immobilizzargli gli arti sedendosi sopra Nero. Wanze sfodera la sua arma finale, consistente in un gigantesco coltello ricoperto di veleno. Sanji lo sconfigge scagliandolo nel vagone in cui si trovano i membri del CP9. Pochi istanti dopo, Nero piomba nella stessa carrozza, colpito al viso da un pugno di Franky. Lucci ed i suoi compagni si preparano ad affrontare i due. |                   |                   |
| 262 | Un semplice piano di fuga 「ロビン争奪戦！そげキングの奇策！！」 - Robin sōdatsusen! Sogekingu no kisaku!! – "I rimorsi di Robin! Il geniale piano di Sogeking!!" | 16 aprile 2006    | 9 ottobre 2008    |
| 262 | Lucci si avvicina a Nero, disgustato dalla sua debolezza e dal fatto che ha permesso alla sua ira di prendere il controllo delle sue azioni infangando il nome del CP9. Per questo lo colpisce con uno Shigan e lo getta fuori dal treno. Nell'altra carrozza Usop esce allo scoperto e sconfigge Coogy con la sua fionda. Robin però non è intenzionata a tornare con i suoi compagni e raggiunge l'altra carrozza. Usop crea una cortina fumogena ed afferra Robin, trascinandola verso il vagone di coda, che Franky sgancia dal resto del Puffing Tom. Califa utilizza la sua frusta di spine per impedire che i vagoni si separino, così Franky decide di sacrificarsi scagliandosi contro gli agenti governativi e distruggendo parte della carrozza in modo da permettere nuovamente la fuga dei tre pirati. Blueno però ricorre al suo potere e li raggiunge. |                   |                   |
| 263 | L'isola giudiziaria 「司法の島!エニエス・ロビーの全貌!」 - Shihō no shima! Eniesu Robī no zenbō! – "L'isola giudiziaria! La struttura di Enies Lobby!" | 30 aprile 2006    | 10 ottobre 2008   |
| 263 | Blueno sconfigge Sanji ed Usop, dopodiché Robin torna volontariamente dal resto degli agenti del CP9. I due pirati provano a convincerla a tornare indietro, ma Blueno spiega loro che Robin non lo farà perché ha troppa paura del Buster Call che vent'anni prima ha distrutto la sua isola natale. Blueno infine fa ritorno dai suoi colleghi sul Puffing Tom ancora diretto ad Enies Lobby ed in prossimità dell'arrivo. Intanto il Rocket Man si è scontrato con la rana ed è uscito dai binari. Kokoro cerca di ritrovare la direzione giusta del treno ed intanto inizia a parlare con il gigantesco rospo, salito su di esso. L'imbarcazione della Franky Family invece prosegue lungo i binari e raggiunge i vagoni su cui si trovano Sanji ed Usop. Kokoro intanto spiega alla rana che Franky sta venendo condotto ad Enies Lobby come già successo a Tom molti anni prima e lo convince ad unirsi alla spedizione per tentare di salvarlo. Il Puffing Tom raggiunge la sua destinazione ed i membri del CP9 sbarcano con i prigionieri iniziando a condurli verso l'edificio principale dell'isola. |                   |                   |

## DVD

### Giappone
Gli episodi dell'ottava stagione di One Piece sono stati distribuiti anche tramite DVD, tre per disco, da gennaio 2007.
| N° | Data             | Dischi | Episodi | Extra | Fonte  |
| -- | ---------------- | ------ | ------- | ----- | ------ |
| 1  | 10 gennaio 2007  | 1      | 229-231 | /     | [ 2 ]  |
| 2  | 7 febbraio 2007  | 1      | 232-234 | /     | [ 3 ]  |
| 3  | 7 marzo 2007     | 1      | 235-237 | /     | [ 4 ]  |
| 4  | 11 aprile 2007   | 1      | 238-240 | /     | [ 5 ]  |
| 5  | 9 maggio 2007    | 1      | 241-243 | /     | [ 6 ]  |
| 6  | 6 giugno 2007    | 1      | 244-246 | /     | [ 7 ]  |
| 7  | 11 luglio 2007   | 1      | 247-249 | /     | [ 8 ]  |
| 8  | 1º agosto 2007   | 1      | 250-252 | /     | [ 9 ]  |
| 9  | 5 settembre 2007 | 1      | 253-255 | /     | [ 10 ] |
| 10 | 10 ottobre 2007  | 1      | 256-258 | /     | [ 11 ] |
| 11 | 7 novembre 2007  | 1      | 259-261 | /     | [ 12 ] |
| 12 | 5 dicembre 2007  | 1      | 262-263 | /     | [ 13 ] |